# Біла (Могилів-Подільський район)
Бі́ла —  село в Україні, у Ямпільській міській громаді Могилів-Подільського району Вінницької області. Населення становить 890 осіб. До 2020 року орган місцевого самоврядування — Гальжбіївська сільська рада. 

## Географія
Село Біла розташуване у південно-західній частині Вінницької області, за 143 км від обласного центру, 45 км від Районного центру та 8,5 км від адміністративного центру міської громади. Село має вигідне географічне положення. Селом тече річка Мурафа, на лівому березі якої розташоване село Гальжбіївка. Місцеві жителі умовно поділяють село на ряд частин: Долина, Гора, Підлісся, Кут та Магала. Біла входить до складу Гальжбіївської сільської ради та утворюють разом з Ульянівкою та Оксанівкою сільську раду. За адміністратианим поділом XVI століття село перебувало у складі Летичівського повіту, за адміністративним поділом XIX століття перебувало у складі  Ямпільського повіту, за адміністративним поділом XX століття — у складі Ямпільського району Вінницької області.

## Історія
Назва Бі́ла походить з ознаки географічного розташування, на сході села там де його коліном огинає річка Мурафа, по лівобережжю річки, підноситься крейдяна височина яку називають Білою горою. Височина досить велика, тому майже миттєво потрапляє до поля зору майже з будь-якої точки.Вважається, що саме ця ознака і полягла в основу назви села Біла. Базуючись на дуже скупих історичних даних вважається, що поселення існувало наприкінці XVI — початку XVII століття. На противагу сусідньому селу Гальжбіївка, яке було панським, село Біла було казенним, тобто державним. Під час визвольної боротьби українського народу проти польсько-шляхетських поневолювачів села Біла стояла на шляху спустошливих походів польської шляхти на чолі з Потоцьким і Калиновським. Незважаючи на те, що село не було залежне від пана жилось селянам дуже важко.
7 (20) листопада 1917 року, відповідно до Третього Універсалу Української Центральної Ради, увійшло до складу Української Народної Республіки.
Зі встановленням радянської влади ситуація змінилась не суттєво,люди як жили бідно,так і живуть. На території громади був створений колгосп імені Леніна із колишніх потужностей якого до нашого часу дійшли лише руїни. У селі 1793 року було засновано Храм Успіння, будівництво якої завершилося лише у 1861 році. В архівних джерел зазначається, що будівля була кам'яною із дзвіницею. З встановленням радянської влади, церкву було зруйновано (політика більшовизму відкидала існування Бога та забороняла релігію, церкви перетворювали в склади, клуби та інші господарські приміщення). Лише після здобуття незалежності Україною, громада власними силами та коштами відновила зруйновану святиню. Також у селі був побудований млин, власник якого був Гулін — німець за походженням, спалив його при встановлені вищезгаданої радянської влади. Млин відновили і запустили, на теперішній час (станом на 2017 рік) місцеві перемелюють у ньому своє збіжжя.
Але слід зважати на те,що ця інформація ще не є уточненою і коріння історії села можуть сягнути значно глибше.

### Ямпільське повстання (1921)
Та далеко не всім нашим землякам подобались більшовицькі ідеї комунізму і тоталітаризму. Серед жителів були активні учасники Ямпільського повстання проти більшовицької влади, що відбулося 1921 року. У часи СРСР деякі відомості про це повстання публікувалися, але звісно, що його називали контрреволюційним і намагалися применшити масштаби, викривляли соціальний склад учасників. Але все-таки люди взялися за рушниці, сокири, вила, лопати і виступили проти жорстокого гноблення.  Більшовики визнавали, що за національним складом повстанці були виключно українцями, а за соціальним — «мелкие кулаки, середняки и несознательные бедняки». «Контрреволюційний рух» охопив населені пункти Грушку, Садки, Коси, Вила, Букатинку, Мервинці, Бушу, Іванків, Микільське, Бабчинці, Суботівку, Яругу, Михайлівку, Білу, Гальжбіївку, Петрушівку, Миронівку, Пороги, Добрянку, Дзигів Брід, Велику Кісницю, Цекинівку, Вольфанівку, Тростянець Ямпільського повіту, а також Шендерівку, Людвиківку, Садківці та інші. Повстанці вибили більшовиків з містечка Яруги та села Тростянець, де загін отамана Лозана (три тисячі чоловік, з яких лише половина мала вогнепальну зброю) розігнав місцеві органи совєтської влади, роззброївши майже сто червоноармійців. Однак і після цього козацька кавалерія (близько 500 осіб) здебільшого не мала сідел та зброї. Повстанці ліквідували ярузького волосного воєнкома Манаєва (родом з Царицинської губернії), слідчого особливого відділу «Румкордону» Богданова та кулеметника карного батальйону Терентія Урсола, уродженця села Гальжбіївка. В успішному наступі козацтва була й заслуга підпрапорщика Федора Антоновича Ганькевича (04.02.1888 р. н.). Ще до вибуху народного гніву він організував у своєму селі Тростянець та у Дзигівці підпільні осередки. Під час самого повстання він служив старшиною більшовицького караульного батальйону в Ямполі. З лютого під Гальжбіївкою, де його взвод мав битися з селянами з Гальжбіївки, Білої та Флемінди (загальна чисельність близько 1500 осіб), Ганькевич поширив серед своїх підлеглих паніку, що призвело до їхньої втечі в Ямпіль. Селяни кинулася за ними. Під впливом невдач більшовики взялися за евакуацію своїх установ із Могиліва-Подільського та підготовку для оборони міста. Більшовики стверджували, що у самому Ямполі повстанці перебували з 5 по 9 лютого 1921 року. За цей час вони видали низку наказів — про вільний обіг усіх грошей (за винятком совєтських), свободу торгівлі, відозви із закликом до повстання проти комуни, сформували і свою адміністрацію… Все ж сили були не рівні. 7 лютого у наступ проти повстанців перейшли 66-й, 208-й, 209-й і 210-й полки. У придушенні виступу взяла участь 35-та бригада 12-ї дивізії. Червоні кинули у бій і загони міліціонерів Могилівського повіту (загальна чисельність — 130 осіб). Незважаючи на перевагу більшовиків у силі вогню, селяни хоробро оборонялися. Червоні визнавали, що «в некоторых случаях замечается особый героизм, как, например, контрнаступление, драка до последнего патрона». А 10 лютого повстання було жорстоко придушене, «ватажки повстання знищені», «вбито понад 300 бандитів». Серед загиблих виявився і 37-річний священик села Петрашівка Олексій Іполитович Коцюбинський. Сумний список жертв з Петрашівки склали Трохим Степанович Сугак (40 років), Никанор Пилипович Грабовський (24 роки), Сергій Омелянович Тьорла (25 років) та інші. Відомі й деякі імена загиблих ямпільчан. Це 33-річний Григорій Пилипович Гірник (загинув 03.02.1921), вісімнадцятирічний Максим Миколайович Гаєвський (вбитий 11 лютого 1921 року), семирічний хлопчик Микола Васильович Онисько. Зазнали відчутних втрат і окупанти. Загинуло троє комуністичних активістів, п’ять червоноармійців карного батальйону, близько тридцяти червоноармійців 104-го полку, десять пропало безвісти. Це далеко не повний перелік.  Розлючені шаленим опором, москалі повністю спалили село Оленівку Могилівського повіту. Злочин скоїв 66-й полк 24-ї дивізії. На інші села ворог наклав контрибуцію. Лише в селі Бабчинці мусили сплатити близько 10 тисяч пудів хліба, 15 голів великої рогатої худоби тощо. На Петрашівку накладено стягнення у тисячу пудів зерна та 12 голів великої рогатої худоби, а на село Біла — 500 пудів хліба і 3 голови худоби. Усе зібране продовольство, за винятком зерна з Ямполя, яке передавалось у розпорядження комнезаму, надходило у продоргани до Росії. Почалися дикі розправи. Станом на 15 лютого було заарештовано близько 500 осіб, чимало з яких страчено. Засудженим ставилося у вину те, що вони «зі зброєю в руках брали участь у наступі проти червоноармійців».

## Павло Наньєв про Голодомор
Павло Наніїв народився у 1922 році в селі Біла на Ямпільщині. Родина була небагата, батьки — звичайні селяни. Коли почався Голодомор, Павлу було лише десять. Все, що відбувалося в селі, він бачив на власні очі. Запам'ятовував і дитиною писав про це оповідання. У «Голоді» він писав лише про те, що сам бачив. Бачив, як на березі Дністра ламали лозу і плели з неї труни, бо не було дощок. Бачив, як одного разу хлопчики йшли по вулиці, знайшли людський череп і грали ним у футбол. Бачив, як на тій стороні Дністра, де була Румунія, сушили кукурудзу, а по подвір’ю ходили табуни гусей, качок, худоба.
У перші дні війни 19-річний Павло Наньєв пішов добровольцем на фронт — кулеметником на передову. А після війни його, 22-річного, заарештував НКВС і звинуватив у причетності до ОУН. Однією з причин арешту якраз і була недописана книга «Голодомор» — він писав її у вільний час, а рукопис був ненадійно схований. Хтось із товаришів його знайшов. Письменника ув'язнюють та відправляють по етапу в табори. Перший табір був біля міста Байконур у Казахстані. Після того був табір особливого призначення у Сибіру. Після семи років ув'язнення його перевели у Краснодарський край — працювати на лісоповалі за тисячу кілометрів від залізниці. Звільнили Наніїва лише після смерті Сталіна. Військова прокуратура переглянула справу та визнала його невинним. Ця помилка коштувала 12 років життя в нелюдських умовах. Спогади про Голодомор не давали йому спокою, через деякий час письменник розпочав роботу над повістю. Це була автобіографічна «Лозинова труна» — повість про свою родину під час колективізації та Голодомору 1932—1933 років. Книга була надрукована, як і роман «Тричі продана». Її продавали з-під поли, таємно, через спекулянтів. Попри те, що ім'я Павла Наньєїва не знали, його книжка розлетілася першим стотисячним тиражем, а потім тричі перевидавалася. Таємно, бо за радянських часів це робити було непросто. КДБ вів нагляд, а з квартири зник рукопис нового роману — коли нікого не було, додому навідувалися «товариші в штатському». 

### У Незалежній Україні
12 червня 2020 року, відповідно до розпорядження Кабінету Міністрів України № 707 «Про визначення адміністративних центрів та затвердження територій територіальних громад Вінницької області», Гальжбіївська сільська рада об'єднана з Ямпільською міською громадою.
19 липня 2020 року, в результаті адміністративно-територіальної реформи та ліквідації Ямпільського району, село увійшло до складу новоутвореного Могилів-Подільського району.

## Населення
Згідно з переписом УРСР 1989 року чисельність наявного населення села становила 989 осіб, з яких 429 чоловіків та 560 жінок.
За переписом населення України 2001 року в селі мешкали 882 особи.

## Мова
Розподіл населення за рідною мовою за даними перепису 2001 року:
| Мова       | Відсоток |
| ---------- | -------- |
| українська | 98,43 %  |
| молдовська | 0,90 %   |
| російська  | 0,22 %   |
| білоруська | 0,11 %   |
| інші       | 0,34 %   |

## Особистості
- Ананьєв Микола Петрович (1898, Біле (?), Ямпільський повіт, Подільська губернія — 22 листопада 1921, Базар, Народицький район, Житомирська область) — вояк Армії УНР, учасник Другого Зимового походу, розстріляний більшовиками під Базаром 22 листопада 1921 року.
- Наньєв Павло Іванович — автор повісті «Лозинова труна» — про свою родину під час колективізації та Голодомору 1932—1933 років
- Перепелиця Олександр Юрійович (1989—2014) — солдат Збройних сил України, учасник російсько-української війни.
- Уманець Микола Васильович (1925—1986) — український радянський і компартійний діяч, депутат Верховної Ради СРСР 8—10-го скликань, член ЦК КПУ у 1971—1986 роках, член Ревізійної комісії ЦК КПРС у 1981—1986 роках.